# بن گازارا
بن گازارا (انگلیسی: Ben Gazzara؛ ۲۸ اوت ۱۹۳۰ – ۳ فوریهٔ ۲۰۱۲) هنرپیشه اهل ایالات متحده آمریکا بود. وی بین سال‌های ۱۹۵۳ تا ۲۰۱۲ میلادی فعالیت می‌کرد.

## گزیده فیلمشناسی
از فیلم‌ها یا برنامه‌های تلویزیونی که وی در آن نقش داشته‌است می‌توان به آثار زیر اشاره کرد.
- تشریح یک قتل (۱۹۵۹)
- کینگ: مستند… از مونتگمری تا ممفیس (۱۹۷۰)
- شوهران (۱۹۷۰)
- آل کاپون (۱۹۷۵)
- سفر نفرین‌شده (۱۹۷۶)
- شب افتتاحیه (۱۹۷۷)
- وراثت (فیلم ۱۹۷۹) (۱۹۷۹)
- اینچئون (فیلم) (۱۹۸۱)
- آن‌ها همگی خندیدند (۱۹۸۱)
- داستان‌های جنون معمولی (۱۹۸۱)
- کنترل (فیلم ۱۹۸۷) (۱۹۸۷)
- دون بوسکو (فیلم ۱۹۸۸) (۱۹۸۸)
- بار کنار جاده (۱۹۸۹)
- توطئه سایه (۱۹۹۷)
- گوزن (فیلم ۱۹۹۷) (۱۹۹۷)
- زندانی اسپانیایی (۱۹۹۷)
- لبوفسکی بزرگ' (۱۹۹۸)
- بوفالو ۶۶ (۱۹۹۸)
- شادی (۱۹۹۸)
- ایلومیناتا (۱۹۹۸)
- تابستان سام (۱۹۹۹)
- حادثه توماس کراون (فیلم ۱۹۹۹) (۱۹۹۹)
- داگویل (۲۰۰۳)
- پاپ ژان پل دوم (۲۰۰۵)
- پاریس، دوستت دارم (۲۰۰۶)
- ۱۳ (۲۰۰۹)